# Mudboy
Mudboy (stilizzato MUDBOY) è l'album in studio di debutto del rapper statunitense Sheck Wes, pubblicato il 5 ottobre 2018 da Interscope Records, GOOD Music e Cactus Jack Records. L'album ha debuttato alla diciassettesima posizione della Billboard 200. È stato anticipato da tre singoli: Live Sheck Wes, Mo Bamba e Chippi Chippi. Mo Bamba ha raggiunto la sesta posizione della Billboard Hot 100, diventando il primo successo di Wes.

## Tracce
1. Mindfucker – 3:00
2. Live Sheck Wes – 2:27
3. Gmail – 3:36
4. Wanted – 4:01
5. Chippi Chippi – 3:49
6. Never Lost – 4:20
7. WESPN – 4:33
8. Kyrie – 2:47
9. Mo Bamba – 3:03
10. Burn Slow – 3:12
11. Jiggy on the Shits – 3:22
12. Fuck Everybody – 3:02
13. Danimals – 3:40
14. Vetement Socks – 4:09

## Classifiche
| Classifica (2018)         | Posizione massima |
| ------------------------- | ----------------- |
| Belgio (Fiandre)          | 115               |
| Canada                    | 19                |
| Paesi Bassi               | 121               |
| Stati Uniti               | 17                |
| Stati Uniti (R&B/Hip-Hop) | 11                |